# Гракл пурпуровошиїй
Гракл пурпуровошиїй (Quiscalus quiscula) — вид горобцеподібних птахів родини трупіалових. Країни поширення: Канада, Мексика, Сен-П'єр і Мікелон, США.

## Навколишнє середовище
Зустрічаються у відкритих районах з рідкими деревами (переважно хвойними), в тому числі навколо людського житла. Їх також можна побачити в сільськогосподарських угіддях, у садах і на болотах, досить часто зустрічаються на відкритих просторах, таких як приміські, міські парки та цвинтарі.

## Зовнішні характеристики
Тіло довжиною від 27 до 35 сантиметрів. Самці зазвичай важать близько 122 г, в той час як самиці — близько 94 г. Їхнє оперення чорне, з воронованим блиском. Як правило, голова, шия і груди переливаються пурпурно-синім або синьо-зеленим кольором. У різних частинах Північної Америки вид має кілька різних кольорів оперення. У Новій Англії й на Заході підвид має латунний колір тіла з бронзовим відтінком. На південному сході оперення має зеленуватий відтінок. У птахів довгі гострі чорні дзьоби та жовті очі. Їхні хвости довгі та кілевидні. Молодь схожа на дорослих, але має коричневе оперення і карі очі.

## Відтворення
Як правило, моногамні, хоча іноді трапляється багатоженство. Самиця, як правило, вибирає місце для гнізда. Хоча зазвичай це робиться після утворення пар, самиці іноді вибирають місце за кілька тижнів до спаровування з самцем. Гнізда будуються самицею, часто на хвойних деревах. Парування починається невдовзі по завершенні гнізда. Самиця відкладає від 1 до 7 яєць (зазвичай від 5 до 6). Яйця гладкі, бувають різного кольору, від майже білого до темно-коричневого, але частіше блакитні з сірими тонами. Самиця висиджує яйця для 12 до 14 днів. У цей час близько половини самців залишають самицю і гніздо. Ті, що залишаються, беруть участь у батьківському піклуванні після вилуплення. Пташенята залишають гніздо приблизно через 12—15 днів після вилуплення, і залишаються біля гнізда ще від 1 до 2 днів. Дорослі птахи продовжують годувати молодь протягом кількох тижнів.

## Довголіття
Максимальна тривалість життя складає трохи більше ніж 22 роки, хоча більшість не живе так довго.

## Поведінка
Птах дуже товариський. На сідалах вночі може бути до тисячі особин, у тому числі разом з іншими видами птахів, таких як червонокрилі дрозди, європейські шпаки та буроголові трупіали. Пари гніздяться окремо або в колоніях, іноді до 200 пар в одній колонії. Є територіальними тільки навколо гнізда. Пари активно відстоюють свої гнізда. Їдять в основному комах та інших безхребетних. Серед здобичі ґраклів може також бути риба, раки, дрібні жаби, саламандри, миші, дощові хробаки, а також дрібні кажани, зловлені в повітрі. Під час міграції та взимку їдять в основному зерно із сільськогосподарських угідь і насіння, зокрема кукурудзу і жолуді. Ґракли також їдять деякі фрукти. Ці товариські птахи харчуються великими зграями, особливо поза сезоном розмноження. Збирають корм насамперед на землі. Вони в основному використовують свої дзьоби, а не кігті, щоб розкрити їжу на землі. Відомі хижаки: Homo sapiens, Sciurus niger, Tamias striatus, Pantherophis obsoletus, Felis silvestris, Sciurus carolinensis, Pituophis melanoleucus, Procyon lotor, Buteo jamaicensis, Circus cyaneus, Accipiter cooperii, Asio flammeus, Bubo virginianus.

## Збереження
Є одним з найбільш успішних і поширених видів у Північній Америці, за оцінками загальна чисельність популяції складає 97 мільйонів осіб. Ліси сходу американського континенту були вирубані під сільськогосподарське використання в 1700—1800-х роках, створюючи додаткове середовище проживання і збільшення джерел їжі. Посадка лісозахисних смуг сприяла поширенню цього виду на заході. Ґракл звичайний вважається сільськогосподарським шкідником у багатьох частинах ареалу.